# Беркут
Бе́ркут (лат. Aquila chrysaetos) — одна из наиболее известных хищных птиц семейства ястребиных, самый крупный орёл. Распространён в Северном полушарии, где обитает преимущественно в горах, в меньшей степени на равнинных открытых и полуоткрытых ландшафтах. Избегает жилых районов, чувствителен к беспокойству со стороны человека. На большей части ареала живёт оседло, держится парами возле гнезда, на северной периферии области распространения и высокогорья часть птиц откочёвывает в менее снежные районы. Охотится на самую разнообразную дичь весом от 0,4 до 5 кг, чаще всего на зайцев, грызунов и многие виды птиц, поедает падаль. Изредка нападает на ягнят и детёнышей оленей, либо на больных и раненых более крупных животных. Гнездо устраивает на дереве либо на труднодоступном скалистом уступе. В кладке обычно два яйца, однако чаще всего выживает только один птенец. В Центральной Азии беркута используют для промысловой охоты на лисиц, зайцев, иногда волков и джейранов.
За последние столетия беркут исчез из многих районов, где обитал ранее — причинами этого стали массовое истребление, использование пестицидов, урбанизация и изменение земель под хозяйственные нужды. В настоящее время беркут, как и большинство других европейских пернатых хищников, находится под охраной государственных законодательств и межправительственных соглашений. В частности, беркут имеет статус редкого вида в Красной книге России, занесён в международный список охраняемых видов МСОП.

## Описание

### Внешний вид

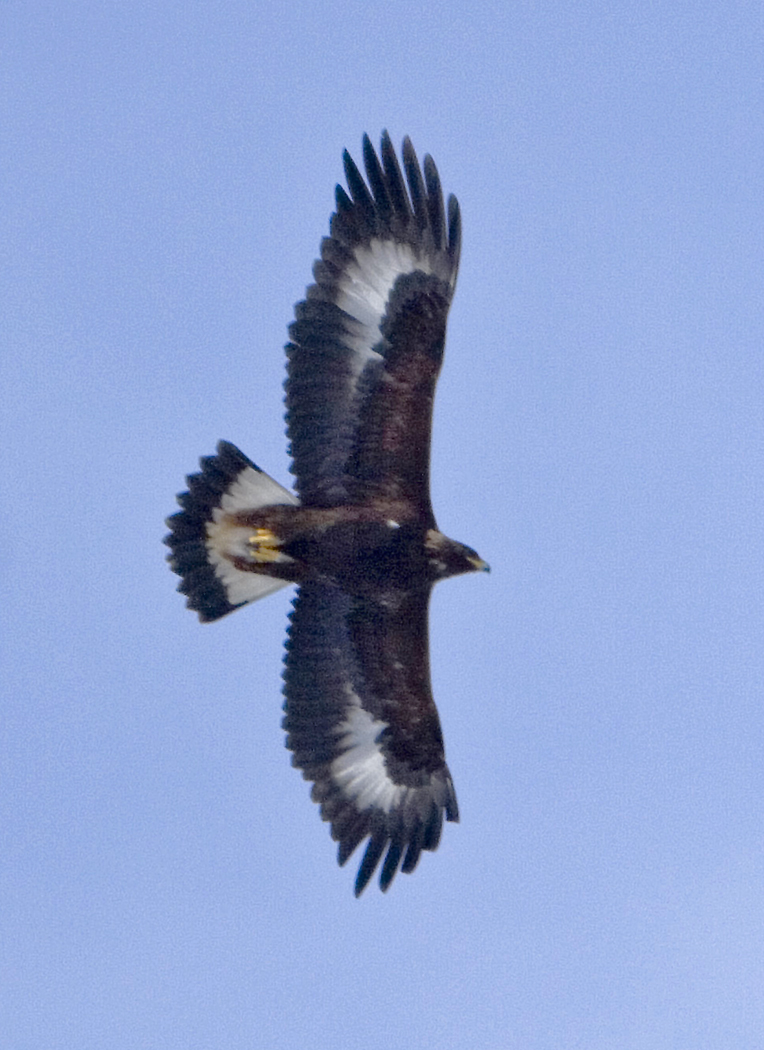
Молодая птица — большие белые пятна на крыле, белый хвост с тёмной каймой

Очень крупный и сильный орёл — длина тела 76—93 см, размах крыльев 180—240 см. Самки значительно крупнее самцов, их вес варьирует в пределах от 3,8 до 6,7 кг, в то время как у самцов от 2,8 до 4,6 кг. Клюв — типично орлиный: высокий и сжатый с боков, крючкообразно загнут вниз. Перья на зашейке несколько удлинённые — признак, также встречающийся у могильника. Крылья длинные и широкие, несколько сужены в основании и на заднем пальце, так что при парении задний край крыла выглядит изогнутым в виде латинской буквы S; эта характерная особенность наиболее ярко выражена у молодых птиц. Хвост слегка закруглённый и более длинный, чем у других типичных орлов. По соотношению к ширине крыла он больше близок к ястребиным орлам, в частности, к орлу-карлику, однако в отличие от него широкий и в полёте раскрыт веером При парении птица пальцеобразно расставляет передние маховые перья.

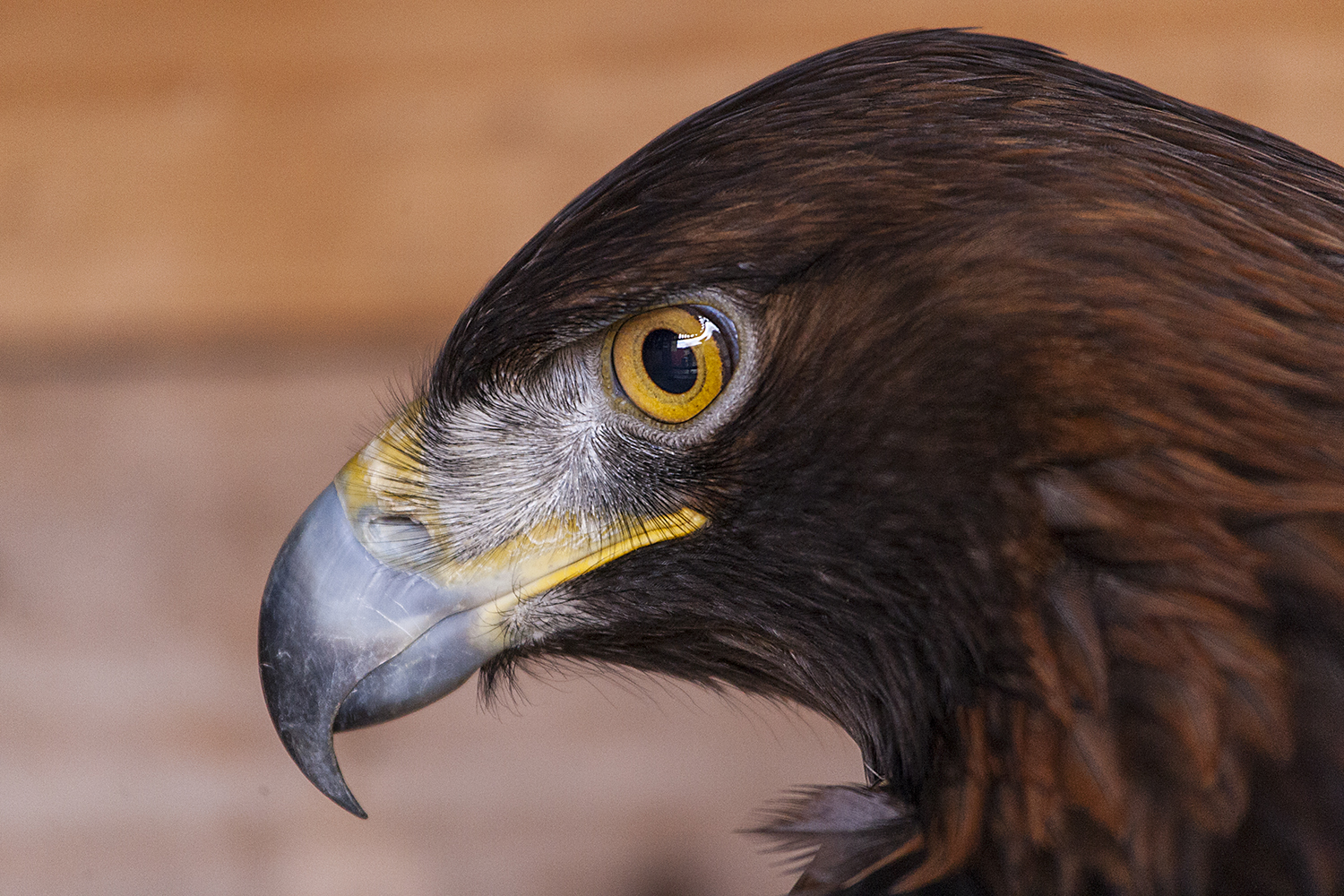
Голова беркута

Цвет оперения взрослой птицы колеблется от тёмно-бурого до чёрно-бурого с золотистыми перьями на затылке и шее, из-за чего по-английски его название звучит как «золотой орёл» (англ. Golden Eagle). По окончании линьки в пере иногда присутствует фиолетовый отлив, который впоследствии исчезает. Оба пола окрашены одинаково. Молодые птицы в целом похожи на взрослых, но выделяются более тёмным (в первый год почти чёрным) оперением и имеют белые «сигнальные» пятна на верхней и нижней стороне крыла, а также светлый хвост с тёмной полосой по краю. По мнению орнитологов, белые отметины служат своеобразной защитой от агрессии взрослых орлов, нетерпимых к присутствию других хищников на своей территории. Эти знаки не способствуют возможности обустроить свой собственный гнездовой участок, однако позволяют добывать корм на чужой территории. Окончательный гнездовой наряд приобретается к 4—6 годам, постепенно после каждой линьки принимая всё более взрослый вид. Глаза тёмно-коричневые, клюв тёмный, восковица и ноги жёлтые. Птенцы при вылуплении покрыты белым с сероватым налётом пухом, который впоследствии заменяется чисто белым. Лапы мощные, с очень сильными когтями, как и у других орлов оперены до пальцев. Послебрачная линька растянута по времени с марта-апреля по сентябрь, при этом некоторые маховые перья меняются не каждый год.
Выделяют шесть подвидов беркута, отличающихся общими размерами и интенсивностью окраски оперения (подробнее см. раздел Классификация и подвиды).

### Зрение

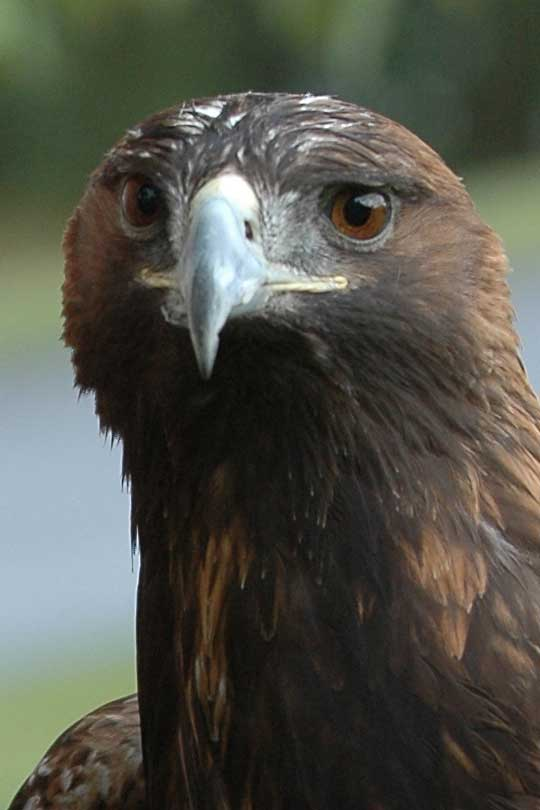
Беркут обладает чрезвычайно острым зрением — там, где человек видит глянцевую фотографию, птица различает скопление разноцветных точек.

У беркута, как и у других орлов, а также ястребов и соколов, чрезвычайно острое зрение, но только в светлое время суток. Так, например, зайца этот орёл видит на расстоянии до двух километров. В результате эволюции развился ряд адаптаций, выразившихся в способности быстро определить величину объекта и расстояние до него. Большие глаза позволяют отражать более крупное изображение на сетчатке глаза, а значительно более высокая плотность светочувствительных клеток (палочек и колбочек) делает его более чётким и детальным. При этом в каждом глазу присутствуют не одна, как у других животных, а две центральные ямки — (ма́кула) зоны максимальной концентрации рецепторов (такая же особенность имеется у некоторых других групп птиц, которым требуется повышенная концентрация внимания — колибри, зимородков и ласточек). Особые кольцевые мышцы быстро фокусируют хрусталик глаза на бегущем животном, не теряя его из вида — особенность, известная как аккомодация. Подвижная шея способна поворачиваться до 270 градусов, как у сов, что существенно увеличивает сектор обзора. Надбровная складка, придающая хищникам грозный «нахмуренный» вид, защищает глаза от яркого солнечного света, а вторая мигательная перепонка в нижней части века предохраняет их от попадания частиц пыли. С человеком беркута объединяют редкие среди животных бинокулярное зрение и способность различать цвета — первое позволяет совмещать изображения из обоих глаз, создавая стереоскопический эффект, второе улучшает определение неподвижного объекта на местности.

### Полёт

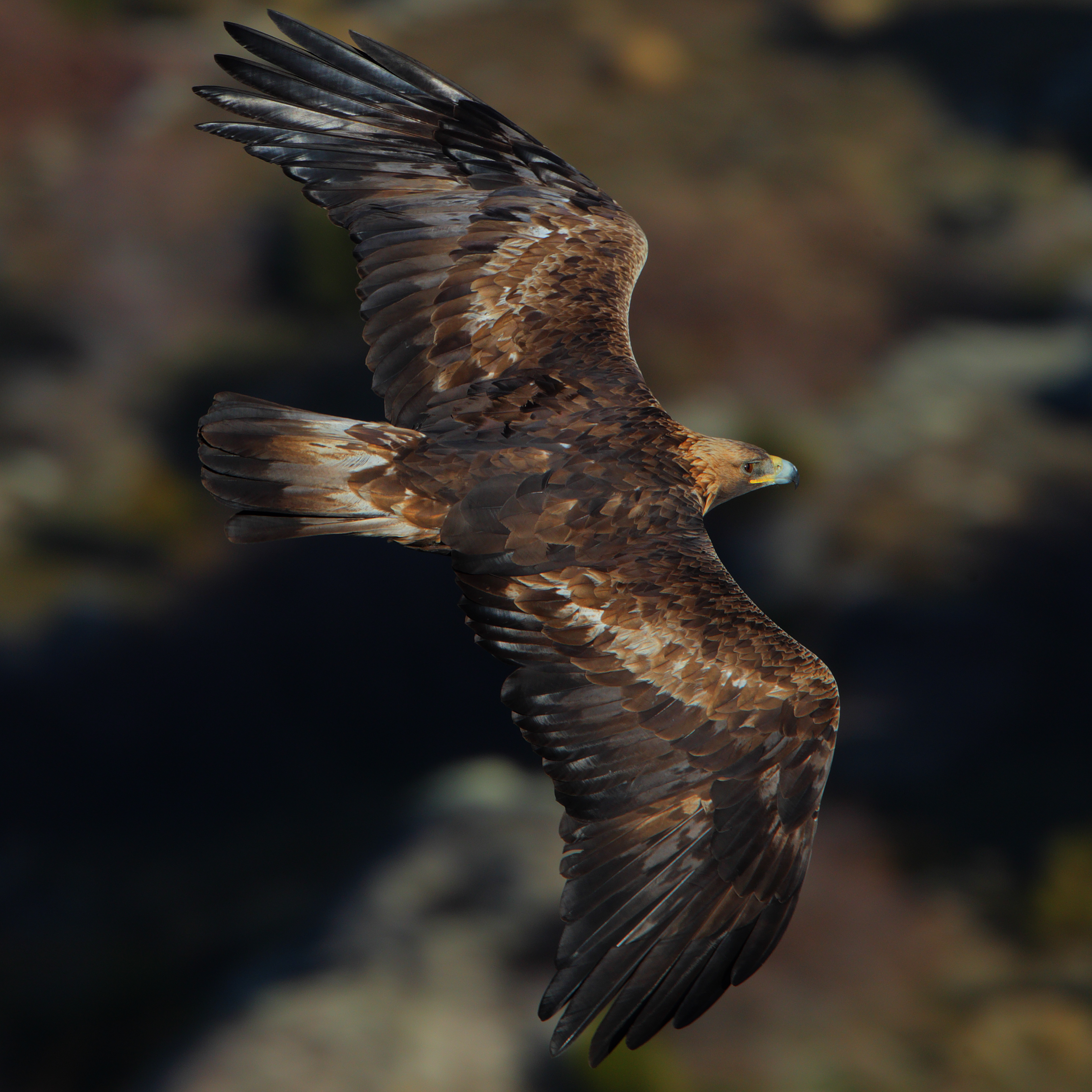
Беркут в полёте

В поисках пищи беркут чаще всего подолгу парит высоко в восходящих потоках тёплого воздуха, при этом крылья слегка приподняты над корпусом и V-образно вытянуты вперёд, а их активность остаётся минимальной. Другой способ охоты — скольжение на небольшой высоте подобно тетеревятнику в надежде застать добычу врасплох. Машущий полёт лёгкий и манёвренный, с сильными и глубокими взмахами крыльев. Орёл легко управляет в воздухе даже при очень сильных порывах ветра. Приметив потенциальную жертву, беркут пикирует вслед за ней, при этом его скорость может достигать 240—320 км/ч.

### Голос
Беркут — молчаливая птица, кричит в основном во время токового полёта, при общении с птенцами и защите территории. Иногда в полёте слышен тонкий мелодичный посвист «клюх…» Кроме того, издаёт типичный для орлов звонкий клёкот, немного напоминающий собачий лай — «кьяк-кьяк-кьяк», но без каркающих нот, как у могильника, степного орла или орланов..

## Распространение

### Ареал

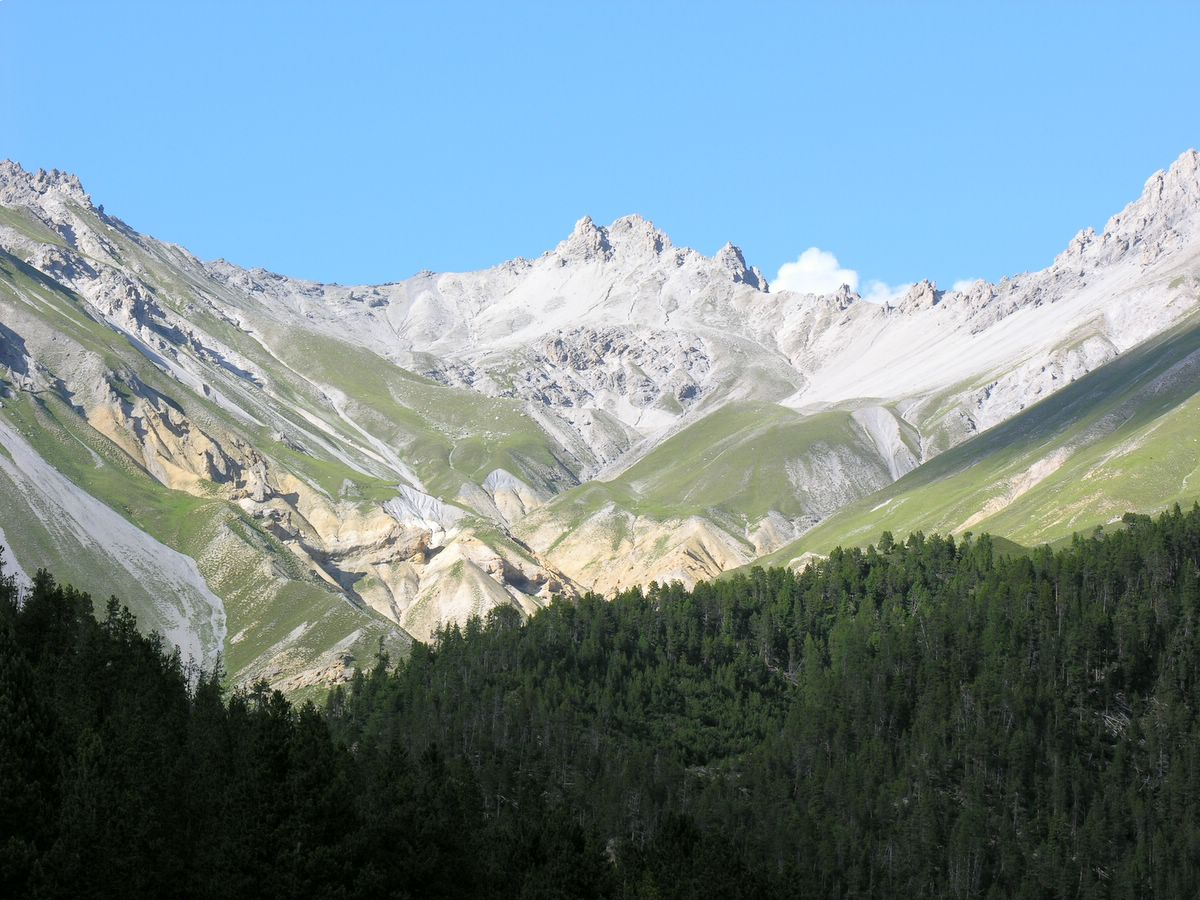
Горы выше линии древесной растительности — типичный биотоп беркута. На снимке — панорама гор в Швейцарском национальном парке

Беркут распространён спорадично на большей части территории Голарктики. В Северной Америке гнездится главным образом в западной половине континента от хребта Брукса на Аляске к югу до центральных районов Мексики, а также в небольшом количестве на востоке Канады и США. В Северной Африке обитает местами от Марокко к востоку до Туниса, а также в районе побережья Красного моря. В Европе гнездовой ареал мозаичный, связан преимущественно с горными районами в южной и центральной части, Шотландии, северной Скандинавии, Кавказа, Турции (включая азиатскую часть), а также равнинами Беларуси, Прибалтики и России. Встречается на островах Средиземного моря — Балеарских, Корсике, Сардинии, Сицилии и Крите. В Азии распространён к югу до Синайского полуострова, Ирака, Ирана, Афганистана, южных склонов Гималаев, горной северной Мьянмы и китайской провинции Юньнань. Кроме того, гнездится на японском острове Хонсю и, возможно, Хоккайдо и Сикоку.
Распространён на 3/4 территории России, однако почти везде редок и гнездится лишь отдельными парами. Гнездовья встречаются почти во всей лесной зоне (без Приамурья) и в лесотундре, в горных системах на юге страны (Кавказе, Саянах и Алтае), а также на юге Приморья. В европейской части распространён к северу на Кольском полуострове до 69° с. ш., до района Архангельска, в долине Печоры до 67° с. ш. В Западной Сибири гнездится к северу до 68° с. ш., в Восточной до 71° с. ш., на Дальнем Востоке до долины Малого Анюя, северной части бассейна Анадыря и Камчатки.

### Миграции
Ведёт преимущественно оседлый образ жизни. Лишь на северной периферии ареала (примерно к северу от 55-й параллели) в России и Северной Америке, где дичь, на которую охотятся птицы (например, сурки) впадают в спячку, часть беркутов на зиму откочёвывает к югу, тем не менее оставаясь в пределах гнездового ареала либо в непосредственной близости от него. Молодые птицы более склонны к дальним перемещениям, отлетая раньше остальных и на большее расстояние. Взрослые орлы стараются держаться поблизости от гнездовых участков и в случае нужды лишь незначительно перемещаются к югу. В горах беркуты совершают вертикальные кочёвки, зимой спускаясь в менее снежные долины. В Северной Америке осенний отлёт начинается в сентябре, возврат к местам гнездовий в начале февраля и позже.

### Места обитания

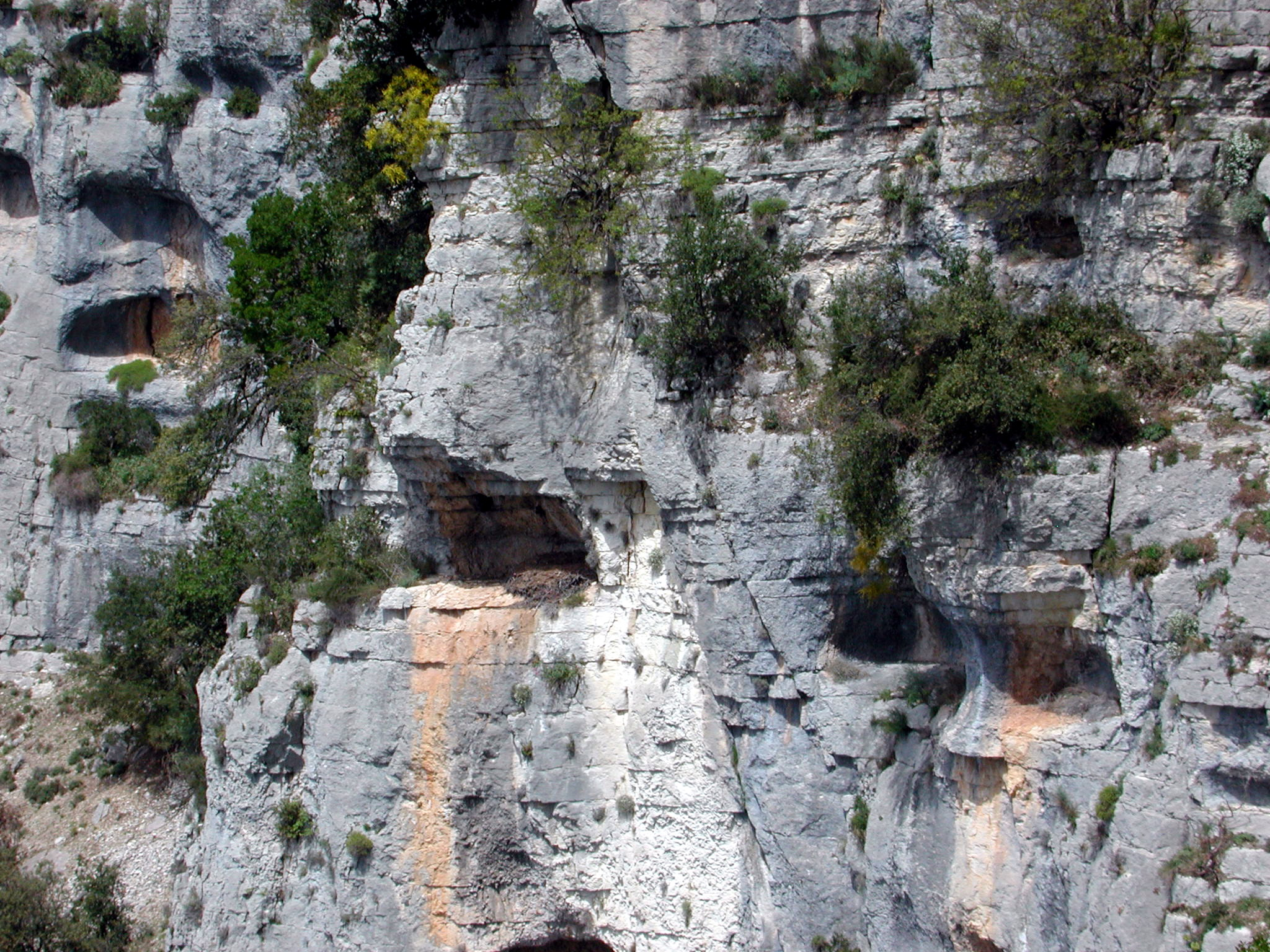
Гнездо беркута на скалистом уступе во французских Альпах

Населяет разнообразные открытые и наполовину открытые ландшафты, редко посещаемые людьми, в том числе тундру, лесотундру, места, поросшие кустарником, высокоствольные хвойные и смешанные леса с открытыми участками, степь, полупустынные каньоны. Наибольшей плотности расселения достигает в холмистой местности и горах, где в гнездовой период встречается в межгорных долинах и альпийских лугах на высоте до 3600 м над уровнем моря. В равнинных лесах часто выбирает поросшие древесной растительностью «острова» посреди сфагновых болот, склоны речных долин. Для постройки гнезда и отдыха выбирает труднодоступные скалистые уступы или большие деревья с толстыми горизонтальными ветвями. Кормовая территория находится в радиусе до 7 км от гнезда — как правило, это обширные открытые пространства, где обитают зайцы, грызуны и другая подходящая дичь — например, болота, долины рек, вырубки, гари, вересковые пустоши и пастбища. В густом лесу беркут никогда не охотится — широкий размах крыльев не позволяет ему лавировать между деревьями.

## Питание

### Рацион
Охотится на разнообразную дичь, в том числе и крупную, легко приспосабливаясь к условиям в данной местности и в определённое время года. Нередко в рационе доминируют сурки, суслики, зайцы, хорьки, скунсы, черепахи (например, в Болгарии до 20 % корма приходится на черепах). Изредка нападает на животных, значительно превосходящих его по весу и размерам, особенно больных или детёнышей — благородных оленей, косуль, серн, овец.
В советской литературе среди добычи беркута часто упоминаются разные грызуны (начиная от мелких полёвок), ежи, лесные куницы, горностаи, белки, лисицы, новорождённые северные олени и косули. Часто охотится на птиц — сизых голубей, глухарей, тетеревов, белых куропаток, перепелов, уток, цапель, домашних гусей, сов и даже ястребов На юге ареала поедает змей, лягушек и других пресмыкающихся и земноводных. Охотно употребляет в пищу и падаль, особенно в холодное время года. Согласно исследованиям, проведённым в американских штатах Монтана и Техас, суточная потребность беркута в дикой природе составляет около 1,5 кг мяса в день.. В случае необходимости он способен продержаться без пищи до пяти недель.

### Способ охоты

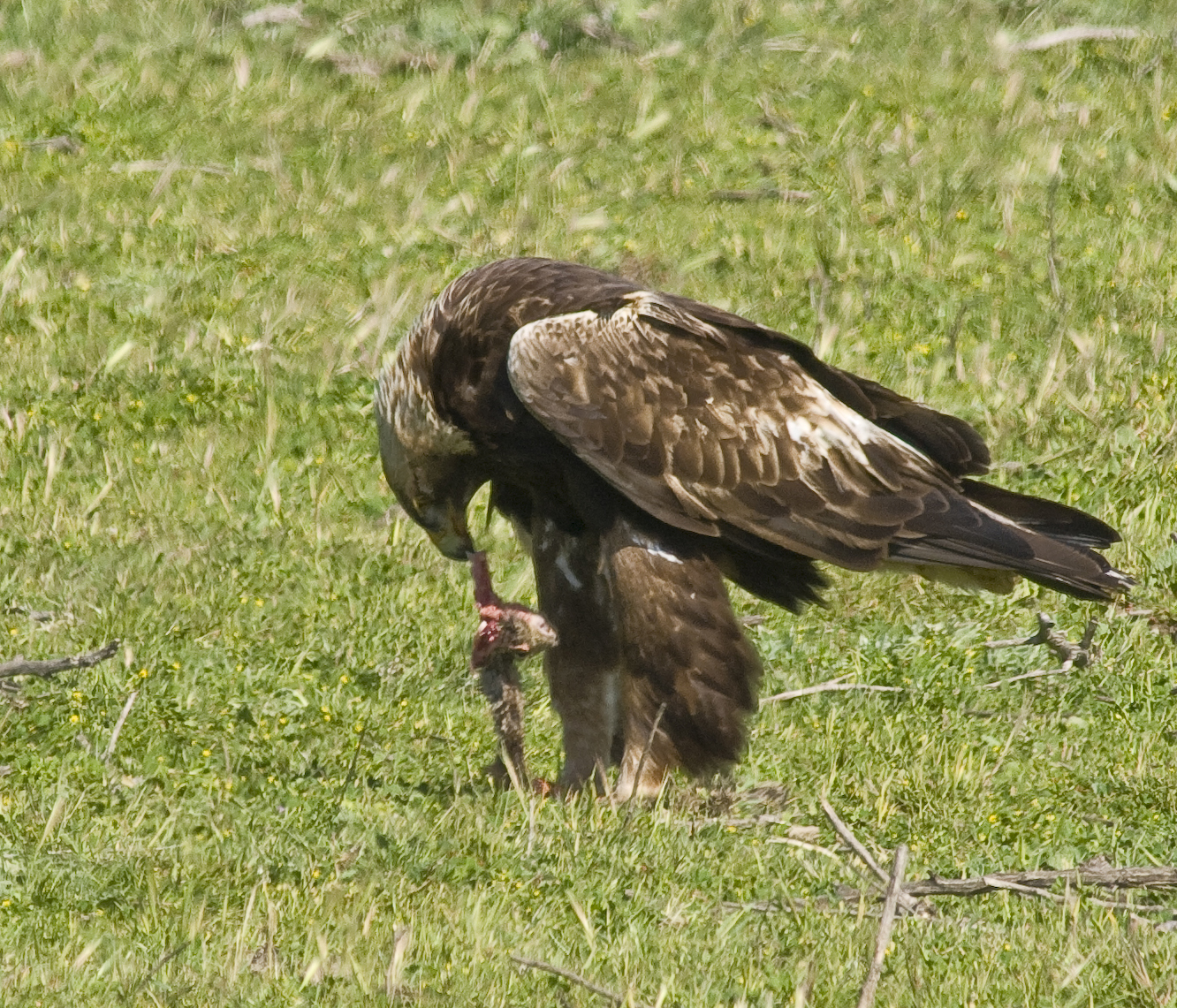
С добычей

Вне сезона размножения обычно охотится парами. Техника добычи пищи во многом зависит от погоды. В ясный солнечный день беркут чаще всего подолгу парит высоко в небе или подобно тетеревятнику скользит на малой высоте. Другой вариант охоты больше характерен для ненастного дня — из засады, когда птица терпеливо обозревает окрестности с высоты мёртвого дерева или крупного валуна. Приметив потенциальную жертву, орёл переходит на быстрый и манёвренный машущий полёт либо пикирует с частично сложенными крыльями, хватает её на земле либо, в случае птицы, иногда на взлёте. Способ захвата и умерщвления добычи варьирует. Чаще всего беркут одной лапой хватает жертву за голову, а второй за спину, пытаясь переломить позвоночник. Иногда бьёт дичь в шею острым клювом, разрывая крупные сосуды. Сопротивляющееся крупное животное ударяет несколько раз, с помощью крыльев балансируя на его спине.
Результативность охоты увеличивается с возрастом орла. Молодая, не достигшая половой зрелости птица в среднем ловит только одного зайца из двадцати, однако позднее достигает такого мастерства, что хватает жертву ещё до того, как та попытается спастись бегством. К трудно ловимой добыче, такой как фазаны или куропатки, беркут быстро теряет интерес. Птица способна переносить в лапах до 4—5 кг мяса и в период размножения нередко разрывает добычу на куски прежде, чем отнести её в гнездо. Если добыча достаточно крупная, орёл возвращается к ней снова и снова, прогоняя других падальщиков, таких как грифы Иногда орлы отнимают добычу у других птиц, своего или чужого вида. В частности, в Канаде такие попытки были неоднократно отмечены в случае с краснохвостым сарычем (Buteo jamaicensis)..

## Размножение
Как правило, беркуты приступают к размножению начиная с возраста четырёх или пяти лет, иногда ещё до приобретения окончательного взрослого перьевого наряда (имеются редкие наблюдения молодых самок на гнезде). Будучи типично моногамной птицей, этот орёл сохраняет супружескую верность в течение многих лет, пока жив другой член пары. Если птиц не беспокоить, то один и тот же гнездовой участок используется несколько лет подряд, при этом самец и самка охраняют его от других пернатых хищников круглый год и стараются не покидать даже в холодную зиму.

### Брачные игры
Брачный сезон в зависимости от широты и уровня оседлости наступает в период с февраля по апрель. В это время обе птицы пары ведут себя демонстративно — выполняют различные воздушные фигуры. Одной из наиболее зрелищных фигур считается типичный для орлов и канюков так называемый «гирляндовый», волнообразный полёт с большой амплитудой, который может выполняться одним или двумя членами пары. Во время трюка орёл набирает высоту и срывается в почти отвесное пике, развернув плечи и прижав концы крыльев к хвосту. В нижней точке птица резко меняет направление движения и под углом отражения устремляется вверх на прежнюю высоту. В верхней точке орёл, потеряв скорость, делает несколько взмахов крыльями и снова ныряет, повторяя предыдущий вираж. Другие демонстративные номера — погоня друг за другом, симулирование нападения, демонстрация когтей, совместное парение и кружение по спирали.

### Гнездо
В сезон размножения территория всегда хорошо охраняется от других хищников, однако птицы не столько защищают собственно гнездо, сколько границы участка, прогоняя пришельцев на его периферии. Гнездящиеся птицы, потревоженные человеком, очень редко пытаются вступить в схватку, вместо этого очень легко бросают кладку либо птенцов, и навсегда покидают этот район.

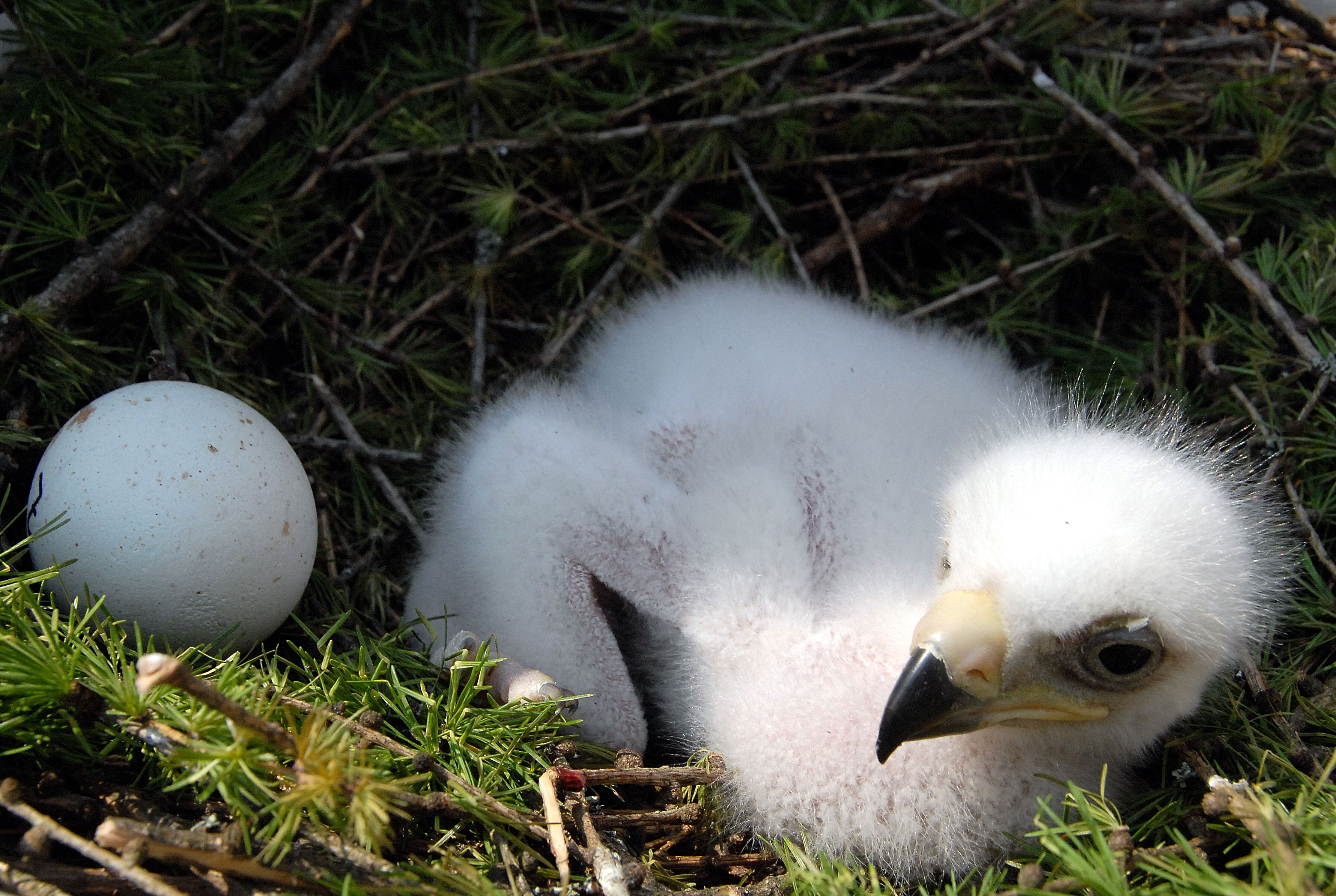
Яйцо и пуховой птенец

Строительство и обустройство гнёзд у оседлых беркутов может продолжаться в течение всего года, однако пик активности, как правило, приходится на период с конца января по начало марта. Каждая пара может одновременно содержать до двенадцати гнёзд, используемых попеременно, однако их количество чаще всего не превышает двух или трёх. Часто гнёзда не просто старые, а древние — об этом можно судить по количеству костных останков под ними. Ежегодно постройки обновляются и достраиваются. Место расположения гнезда — развилка ствола или толстая ветвь дерева, скалистая ниша или карниз, иногда нежилая искусственная постройка (геодезическая вышка, опора высоковольтной линии, ветряная мельница и т. п.). Выбор варьирует в зависимости от района обитания — например, на большей части территории России (кроме горных районов на юге страны) предпочтение отдаётся крупным хвойным деревьям. В Евразии доминируют сосна и лиственница, но также могут быть кедр, осина, берёза или ель. В Америке наиболее часто используются псевдотсуга и сосна жёлтая.
На дереве беркуту нужно хотя бы небольшое открытое пространство для подлёта — в лесу это могут быть просека, старая дорога, поляна, склон холма, окраина болота. Ещё одно требование — защита от сильного ветра и прямого попадания солнечных лучей, которые могут губительно сказаться на развитии потомства. Расстояние от гнезда до поверхности земли само по себе большого значения не имеет (известны случаи от 0 до 107 м), если оно недоступно для крупных наземных хищников вроде бурого медведя или росомахи. При размножении на деревьях гнездо, как правило, устраивается в нижней или средней части кроны на высоте от 10 до 18 м, где ветви достаточно толстые и прочные, чтобы выдержать вес постройки и птиц. Гнёзда, сделанные из толстых сучьев, в этом случае имеют очень большие размеры — диаметр 1—2 м и высоту 0,5—1,9 м. В отличие от других близких видов беркуты всегда выстилают лоток прошлогодней травой, корой и кусочками мха, а по краю гнезда зелёными ветками хвойных или реже лиственных пород деревьев и кустарников. В гнезде также могут присутствовать перья и мех убитых животных, которые служат своего рода подстилкой. Гнездо содержится в чистоте — свежая выстилка не только предшествует кладке яиц, но и продолжается в течение всего периода размножения вплоть до вылета птенцов. Каждый год гнездо подправляется и достраивается, постепенно увеличиваясь в размерах. Между толстыми сучьями гнезда могут жить воробьи, на которых беркуты не обращают внимания.

### Насиживание и птенцы

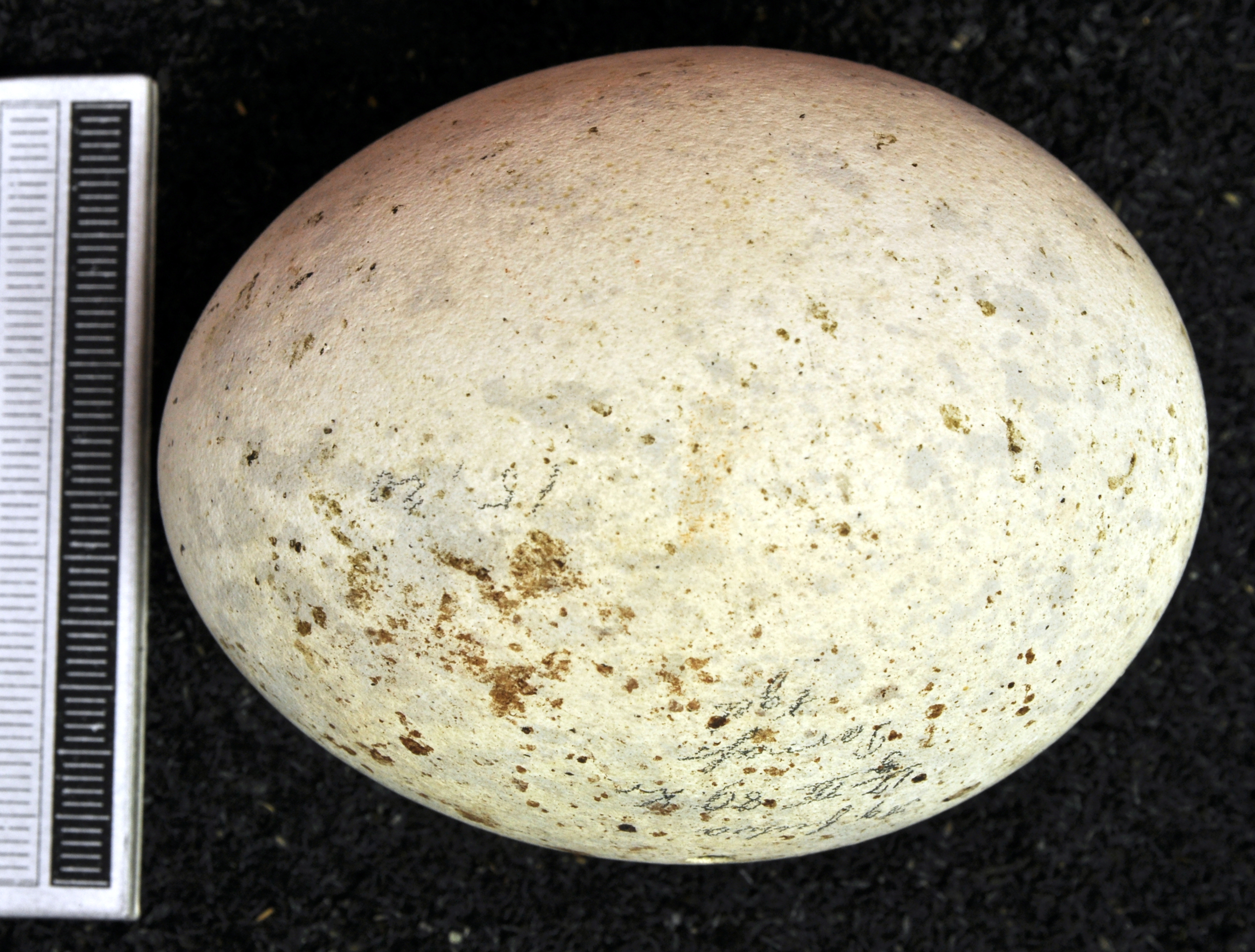
Яйцо беркута

Время откладывания яиц растянуто во времени в зависимости от района гнездования — от первой половины декабря в Омане до середины июня на севере Аляски и Сибири. В кладке 1—3 (чаще всего 2) яйца, которые самка откладывает с интервалом в 3—4 дня. Они грязно-белого цвета, с бурыми или рыжими пестринами и крапинами разной интенсивности, более контрастными по сравнению с могильником. Размеры яиц от 68×51 до 89×66 мм. Насиживание начинается с первого яйца и продолжается 40—45 дней. Сидит большей частью самка, которую изредка и ненадолго подменяет самец.

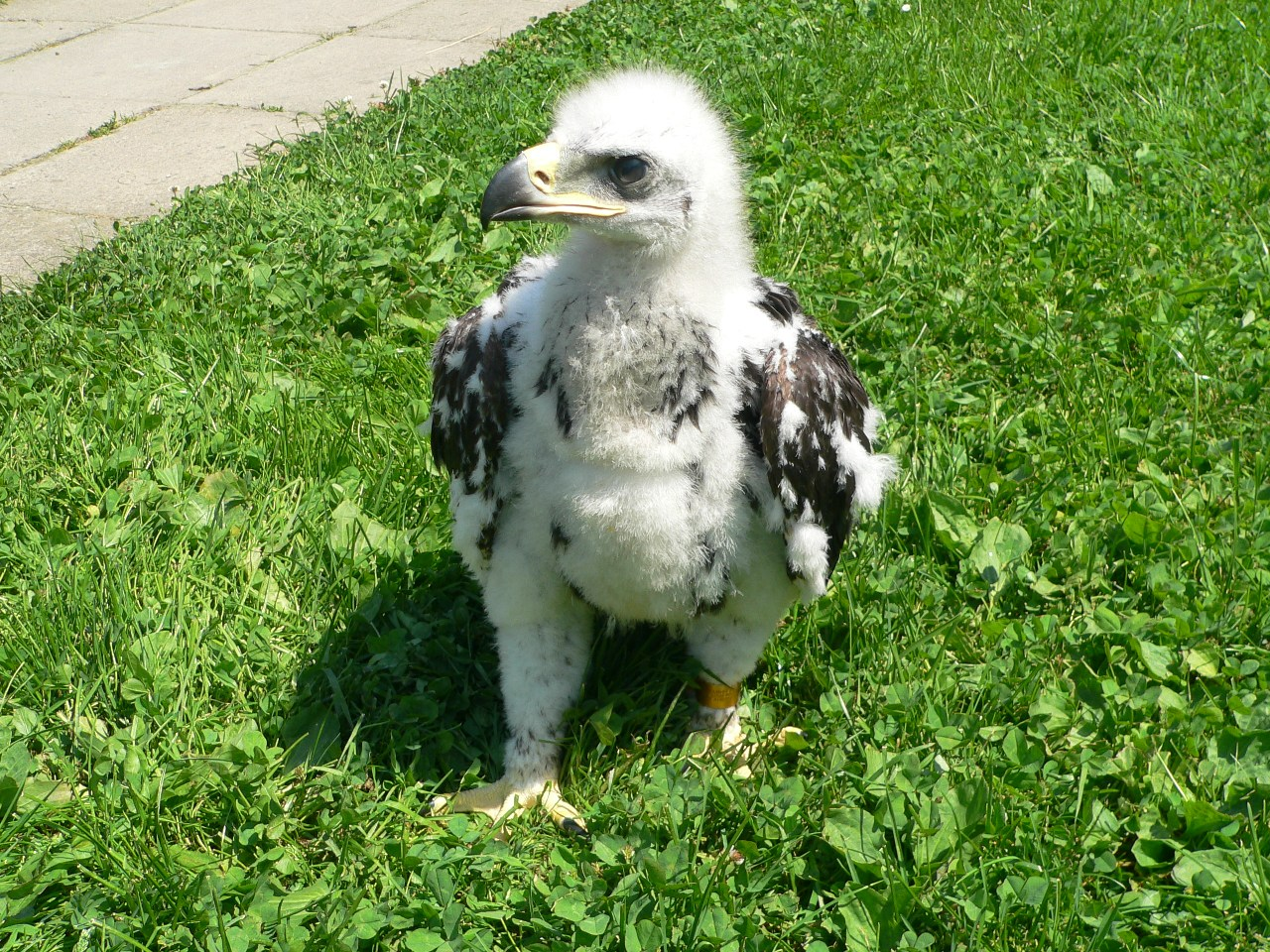
Подросший птенец с признаками оперения

Покрытые белым с сероватым налётом пухом птенцы появляются на свет в том же порядке, что и откладывались яйца — с интервалом в несколько дней. При этом больше шансов выжить у первенца, который ведёт себя агрессивно по отношению к младшим братьям и сёстрам — клюёт их, отталкивает и не даёт принимать пищу. При этом родители остаются безучастны к происходящему. В результате 50—80 % появившихся вторыми птенцов погибают в первые же две недели жизни Пока птенцы маленькие и беспомощные, самец самостоятельно добывает корм и приносит его в гнездо, в то время как самка согревает и кормит выводок, разрывая добычу на части. Как только птенцы подрастают и начинают самостоятельно склёвывать пищу, самка также вылетает на охоту.. В возрасте 65—80 дней орлята встают на крыло, однако ещё долго остаются в пределах гнездового участка — например, в Шотландии и Скандинавии до октября, а в Альпах до зимы, в некоторых случаях до января Продолжительность жизни беркутов на воле в среднем составляет около 23 лет, так что даже при малой репродуктивности популяция остаётся стабильной. Максимально известный возраст в дикой природе в Европе был зарегистрирован в Швеции — более 32 лет. В зоопарках орлы доживают до 50 лет.

## Экология и охрана

### Численность

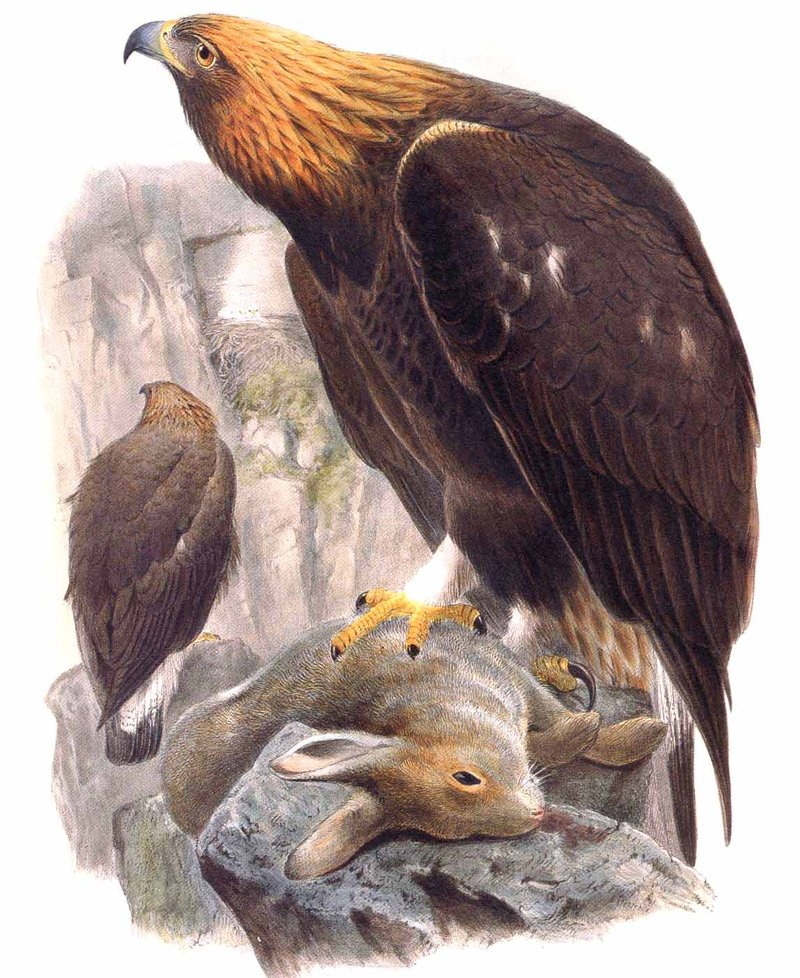
Изображение беркута с убитым зайцем. Автор — Йозеф Вольф, 1862

К настоящему времени беркут полностью исчез или стал очень редкой птицей во многих регионах мира, более или менее сохранившись лишь в горах, безлесной тундре и степи По оценкам экологов, в настоящее время общая численность этой птицы в мире составляет около 170 тысяч особей, из которых только от 6,5 до 7,5 тысяч приходится на Европу. В странах Европы самые большие популяции представлены в Испании (1277—1294 пар, данные 2002 года), Норвегии (862—1042 пар, 2003 г.), Италии (более 500 пар, 2001 г.), России (около 500 пар, 2001 г., европейская часть), Финляндии (410—430 пар, 2003 г.), Франции (390—460 пар, 2002 г.), Австрии (300—350 пар, 2002 г.), Германии и Швейцарии (в обоих случаях 30—310 пар, 1996 г.). Ориентировочная численность беркутов в Северной Америке — от 25 до 50 тысяч пар.
На территории России имеется статистика лишь по отдельным областям. Наиболее крупные популяции с плотностью до 5—10 пар на 1000 км² (1995—1998), так же как и в Западной Европе, отмечены в горных районах — на Урале (около 350 пар, 1998), Северном Кавказе (60—80 пар, 1988—1997) и Горном Алтае (более 100 пар, 1996). Во многих других регионах, в том числе на северо-западе и центральных районах европейской части, на Среднем Поволжье, в Башкортостане, на Урале, в Южной Сибири, орнитологи вплоть до недавнего времени[когда?]

 сообщали об исчезновении вида. Лишь в последние годы стали появляться сообщения об единичных гнездовьях этого орла.

### Ограничивающие факторы
Начиная с XVII века, беркута наряду с другими хищниками, такими как бурый медведь, волк, рысь, бородач, начали систематически преследовать и уничтожать в Западной Европе, а затем и в Америке. Причиной тому были частые нападения на овец, телят и другой домашний скот, приводившие к уменьшению поголовья, а также мода на изготовление чучел. Так, на примере Германии в первой половине XVII столетия последние птицы были истреблены в Тюрингенском Лесу, Циттауских и Рудных горах, с 1750 году в горах Гарц, к началу XIX века в Швабском Альбе. В 1816 году последние гнездящиеся пары были отмечены в Шварцвальде и Айфеле, около 1840 года в Целле, в 1860 году во Флеминге, в 1864 году в Крконоше, в 1865 году в Мекленбурге, в 1870 году в Восточной Пруссии, в 1876 году в Бранденбурге, в 1887 году в Померании. В Северной Америке орлов также бесконтрольно истребляли — только в период с 1940-х по 1960-е годы на юго-западе США были уничтожены более 20 тыс. птиц Многие беркуты гибли от удара электрического тока, пока не была введена дополнительная изоляция высоковольтных линий.. Несмотря на законодательные акты по охране беркута, неконтролируемый отстрел до сих пор остаётся одной из наиболее частых причин гибели этих птиц.
В 1950-е и 1960-е годы в сельском хозяйстве активно использовались ДДТ, дильдрин и другие пестициды — ядовитые вещества, уничтожающие вредных насекомых. Применение этих веществ оказалось губительным для многих хищных птиц, в частности, для беркута. Поскольку орлы находятся на вершине пищевой цепочки, химикаты быстро накапливались в их организме и препятствовали эмбриональному развитию потомства — скорлупа яиц становилась очень тонкой, хрупкой и часто преждевременно ломалась, что приводило к гибели кладок. В настоящее время использование этих ядохимикатов запрещено в большинстве стран мира.
Ещё один существенный фактор ограничения численности — зависимость от обилия кормовой базы. Замечено, что в американском штате Айдахо продуктивность орлов напрямую зависит от численности чернохвостого зайца (Lepus californicus) — основной дичи орлов в этом районе. Рождаемость беркутов резко возрастает, когда раз в 7—12 лет наступает пик популяции, и наоборот, снижается, когда зайцы становятся редкими В верхнем течении Иртыша, где обитает много серых сурков, плотность гнездовий беркута почти в 10 раз выше той, где сурков мало: 1 пара на 100—120 км² против 1 пары на 1000 км².. Беркут восприимчив к беспокойству со стороны человека и никогда не селится близ жилых районов — если попытаться подойти на близкое расстояние к размножающимся птицам, они могут навсегда бросить гнездо, даже если там находятся яйца или птенцы. Освоение диких открытых биотопов, например, осушение болот или обработка земли под сельскохозяйственные нужды, также приводит к исчезновению орлов из этих районов.

### Охрана

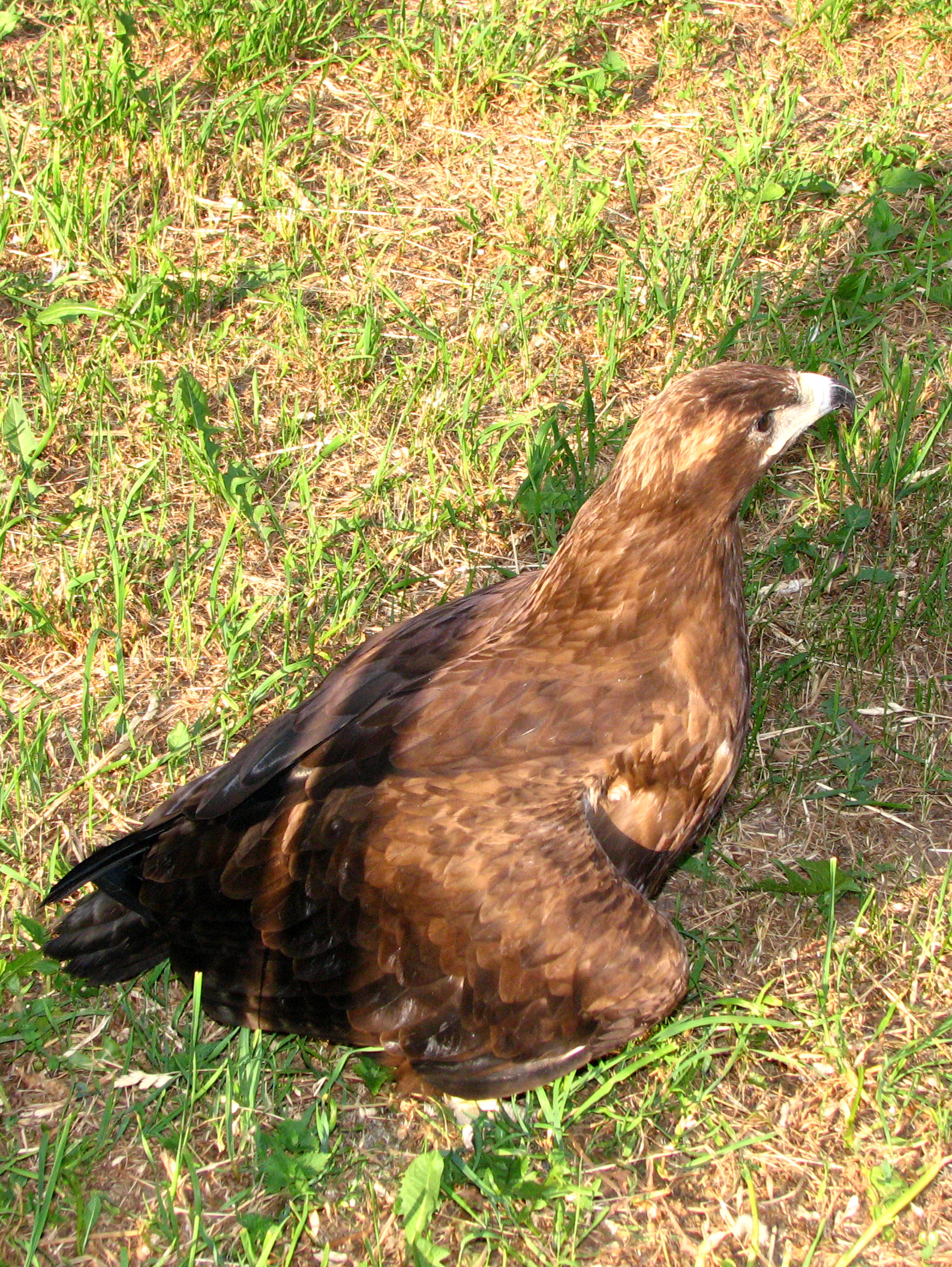
Беркут в Московском зоопарке

Несмотря на то, что беркут во многих частях ареала считается редкой птицей, его численность в целом в последние годы остаётся стабильной. В связи с этим, Всемирный союз охраны природы не рассматривает этот вид как находящийся под угрозой вымирания — в международной Красной книге беркут имеет статус таксона наименьшего риска (категория LC).
Тем не менее, этот орёл охраняется рядом международных соглашений и региональных законодательных актов. В частности, беркут включён в Приложение 2 СИТЕС (запрет на торговлю), Приложение 2 Боннской конвенции, Приложение 2 Бернской конвенции, Приложение I Директивы ЕС по охране редких птиц, Приложения к двусторонним соглашениям, заключённым Россией с США, Индией и КНДР об охране мигрирующих птиц В России и Казахстане птица занесена в федеральные и региональные Красные книги, где имеет статус редкого вида с сокращающейся численностью (III категория).. В США беркут, а также белоголовый орлан находятся под охраной федерального закона Bald and Golden Eagle Protection Act (16 U.S.C. 668—668c) от 1940 года. Этот законодательный акт запрещает противоправное владение, транспортировку и продажу птиц (живых или мёртвых), их частей и яиц. Под владением, кроме всего прочего, подразумевается убийство в любой форме (в том числе отстрела, отравления с помощью яда или установки капканов), причинение вреда или беспокойства.

Занесён в Красные книги Беларуси, Латвии, Литвы, Польши, Украины, России.
Гнездовья беркута нередко находятся под охраной заповедников и национальных парков. В Северной Америке примером таких охраняемых территорий можно назвать биосферный заповедник Денали на Аляске и национальный парк Чаннел-Айлендс у берегов Калифорнии, в Западной Европе Швейцарский национальный парк и парк Гленвех (Glenveagh) в Ирландии. На территории России беркут достоверно либо предположительно гнездится в двадцати заповедниках и национальных парках, в том числе Азас, Алтайском, Баргузинском, Башкирском, Витимском, Дарвинском, Кабардино-Балкарском, Кроноцком, Лапландском, Печоро-Илычском, Полистовском, Саяно-Шушенском, Тебердинском, Центрально-Лесном и Шульган-Таш. Беркуты неплохо уживаются в зоопарках, но потомство приносят нечасто.

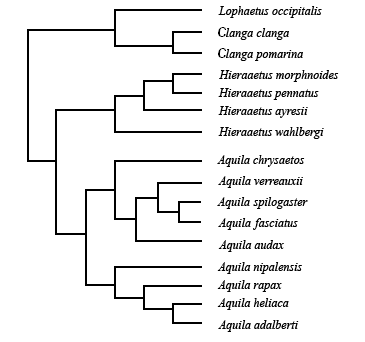
Филогения орлов на основе комбинированного анализа ядерной и митохондриальной ДНК. Фрагмент.

## Классификация и подвиды
Первое научное описание беркута под названием Falco chrysaëtos (Aquila chrysaëtos) было сделано шведским натуралистом Карлом Линнеем в 1758 году в 10-м издании его «Системы природы». Родовое название Aquila имеет латинское происхождение и буквально означает «орёл» (отсюда фр. aigle и англ. eagle), которое, в свою очередь, имеет общий корень со словом aquilus — тёмный. Видовое название chrysaetos происходит от двух древнегреческих слов — др.-греч. χρῡσός (золотой) и ἀετός (орёл — птица, посвящённая Зевсу).
Беркут относится к семейству ястребиных (Accipitridae), роду орлов (Aquila). Согласно генетическому исследованию мтДНК, проведённому немецкими специалистами в начале 2000-х годов, ближайшими родственниками беркута по сестринской линии являются кафрский (Aquila verreauxii), клинохвостый (Aquila audax), ястребиный (Aquila fasciata, syn. Hieraaetus fasciatus) орлы, а также африканский вид Hieraaetus spilogaster.
По интенсивности окраски оперения и общим размерам выделяют 6 подвидов беркута:
- A. c. chrysaetos (Linnaeus, 1758) — Евразия кроме Пиренейского полуострова и восточной и западной Сибири;
- A. c. canadensis (Linnaeus, 1758) — Северная Америка от Аляски до полуострова Нижняя Калифорния и пустыни Сонора;
- A. c. homeyeri Severtsov, 1888 — Пиренейский полуостров и Северная Африка, на восток до Турции и Ирана, Кавказ[1];
- A. c. japonica Severtsov, 1888 — Япония и Корея, южные Курильские острова[1];
- A. c. daphanea Severtsov, 1888 — От южного Казахстана на восток до Маньчжурии и юго-западного Китая, включая северную Индию и Пакистан;
- A. c. kamtschatica Severtsov, 1888 — Восточная Сибирь от Алтая до Камчатского полуострова.

## Беркут и человек

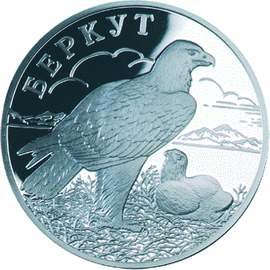
Беркут. Монета Банка России — Серия: «Красная книга», серебро, 1 рубль, 2002 год

### Этимология
По мнению специалистов, русское название беркут, по всей видимости, пришло из тюркских языков — староузбекского börküt либо казахского bürküt. Известный немецкий языковед русского происхождения Макс Фасмер в словаре «Этимологический словарь русского языка» указывает на схожие названия в других языках из этой и других соседних групп — bircut в татарском, mörküt (или mürküt) на телеутском диалекте горноалтайского, bürgüd в монгольском. Так, в мифологии туркмен присутствует персонаж доисламского происхождения Буркут-баба (Буркут-дивана) — хозяин дождя, бог, вступающий в спор с самим Аллахом. Буркут-бабу просили вызвать дождь, он погонял облака плетью и вызывал гром и молнию. Название птицы закрепилось и в некоторых славянских языках — украинском беркут и польском berkut, bircut. Российские орнитологи Г. П. Дементьев и Н. А. Гладков в многотомнике «Птицы Советского Союза» указывают, что в валлийском языке существует слово bargud, которое жители Британских островов применяют по отношению к крупным хищным птицам В толковом словаре Даля приводится ещё одно название птицы — холзан, которое в настоящее время почти не используется..

### Охота с беркутом
У кочевых народов Центральной Азии, главным образом казахов, киргизов, беркут используется в качестве ловчей птицы для охоты на лисиц-корсаков, зайцев, иногда волков, сайгаков и джейранов.

Казахский беркутчи СУАР Китай

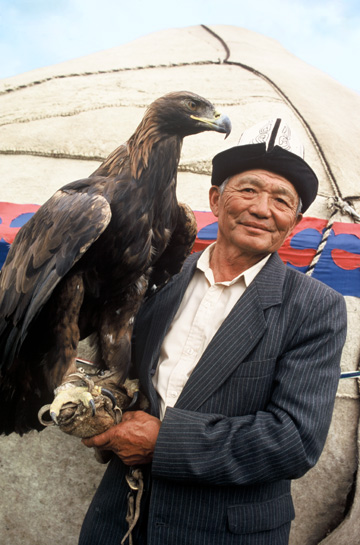
Киргизский охотник-беркутчи (мүнүшкөр)

Традиция охоты с беркутом имеет очень древнюю историю — об этом, в частности, свидетельствуют наскальные рисунки (петроглифы), найденные на территории Монголии и относящиеся к андроновскому периоду бронзового века (XVI—XIV вв. до н. э.). Потомственные охотники, называемые беркутчи или кузбеги, учатся с детства и секреты мастерства передают из поколения в поколение. Обычно начинающий охотник вначале учится управлять перепелятником и чеглоком, затем пытается приручить тетеревятника, балобана, сапсана или кречета. Только после этого человеку доверяют обучение более крупного, сильного и опасного беркута, всегда под наблюдением более опытного наставника. У казахов каждая птица в зависимости от возраста имеет своё оригинальное название: годовалая — балапан/balapan, двухлетняя — қантүбіт/qantübit, трёхлетняя — тірнек/tirnek, 4-летняя — тастүлек/tastuwlek, 5-летняя — мұзбалақ/muzbalaq, 6-летняя — көктүбіт/köktübit, 7-летняя — қана/qana, 8-летняя — жана/cana, 9-летняя — майтүбит/maytübit, 10-летняя — барқын/barqın, 11-летняя — баршын/barşın, 12-летняя — шөгел/şögel. На дрессировку беркута уходят месяцы и даже годы.
Как правило, к охоте приучают молодых, но уже летающих орлов. Процесс ловли дикой птицы занимает один — два дня: охотник расставляет сеть с приманкой (например, голубем или кекликом) в местах, где охотится птица. Пойманного беркута несколько дней морят голодом и бессонницей. Охотник неотлучно находится рядом с птицей, разговаривает с ней, играет на домбре. Затем дрессируют на кормление с руки. Поначалу дикий орёл не принимает пищу от человека и часто на него бросается, однако спустя время привыкает и становится более послушным. Следующий этап — травля на приманку с набитым соломой чучелом лисицы, привязанным на длинную верёвку (в прежние времена тренировались с живой собакой). Голодную птицу выносят на улицу с надетым на голову кожаным колпачком — клобучком (иначе томагой) и снимают его в присутствии жертвы. Накинувшейся на добычу птице не дают растерзать её, но награждают куском мяса.
Беркута также приучают к седлу, вывозят с хозяином в степь, дают привыкнуть к постоянному покачиванию и цокоту копыт. Особый момент — дрессировка на возврат к руке охотника. После долгих уроков беркут бывает готов к охоте и вместе с тем настолько привыкает к своему хозяину, что более не стремится улететь от него.

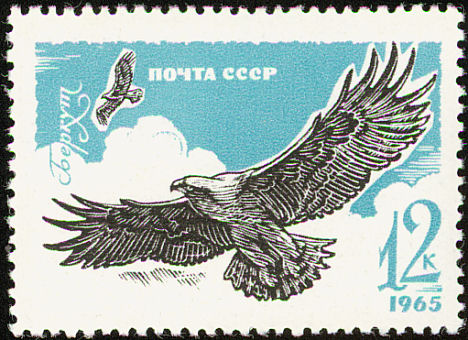
Почтовая марка СССР, 1965

Охотятся зимой с коня, обычно утром или вечером. Беркута не держат на весу подобно лёгким соколам, а усаживают впереди беркутчи на лошадь. К выступающему изгибу седла, луке, крепится балдак — специальная подпорка с перекладиной, на которую кладётся одетая в толстую и длинную кожаную перчатку рука всадника, а сверху на неё усаживается птица. Надетый на глаза кожаный колпачок с бубенцами даёт беркуту ощущение ночи и не отвлекает на дорогу, кожаные ремешки и поводок не позволяют взлететь раньше времени. Приметив дичь, охотник с тревожным криком ослабляет путы, сбрасывает с головы беркута колпачок и подталкивает вверх. Взлетевший орёл с необыкновенной быстротой нападает на преследуемое животное, вцепляется в него когтями, бьёт крыльями, долбит клювом голову, либо перекусывает горло. Подскакивая, охотник уговаривает птицу отпустить зверя, ласково разговаривая с ним и награждая куском мяса. Приняв добычу, беркутчи тут же снимает с него шкуру, а птице снова надевает на глаза колпак, стягивает ноги путами и сажает её на седло.
К российскому императорскому двору беркуты были привезены в последний раз в 1856 году, по случаю коронования императора Александра II, и ими травили волков и лисиц.

### В культуре народов Алтая
Беркут имел очень важное значение в шаманском облачении древних алтайцев и считался его помощником — об этом, в частности, свидетельствуют петроглифы из памятников наскального искусства Бага-Ойгура, Чанкыр-Кель, Средней Катуни, Караколе. Фигуры летящих птиц, орла и беркута, изображались на тыльной стороне шапки — одном из важнейших атрибутов костюма шамана. Плечи украшали пучки перьев беркута, совы и филина, символизируя двух беркутов или двух соколов — считалось, что эти птицы должны повсюду сопровождать этого посредника между людьми и духами. К беркуту обращался шаман в своих призывах — «с луновидными крыльями, чёрный мой беркут».
В устном творчестве народов Алтая беркут проявляется в двух эпосах — «Когутэй» и «Алтай-Бучай». Последний повествует о двух беркутах, превратившихся в воробьёв, и коне, обернувшемся орлом. Все трое спасают от смерти богатыря Алтай-Бучая и помогают совершить возмездие В этом же произведении приводится доказательство, что алтайцы так же, как и степные кочевники, использовали этого орла в качестве ловчей птицы на охоте.:

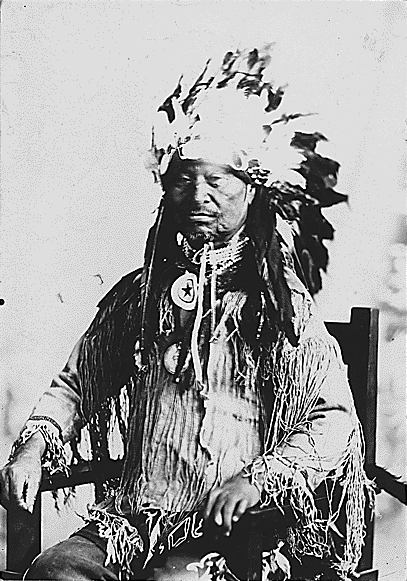
Вождь племени Потаватоми с головным убором из перьев беркута

Тратить стрелы не решатся, —

Ловчих беркутов на нас

Пустят, может быть, как раз!

### В культуре индейцев
Во многих культурах североамериканских индейцев беркут и белоголовый орлан считаются священными птицами, духовными посланниками богов. Перья, кости и когти, используемые в религиозных обрядах и церемониях, имеют сакральное значение и по значимости сопоставимы с распятием и священным писанием в христианстве. В племени Лакота (Сиу) их преподносят человеку в качестве дани уважения, признания его больших достижений. В былые времена примерами таких достижений у этих народов могли служить храбрость во время битвы или боевое прикосновение до врага (но не убийство) при помощи рук, лука, копья, трещотки или плети. Первый удачливый воин получал право прикрепить перо беркута на затылок опахалом вверх, второй воин, дотронувшийся до того же врага, прикреплял перо наискосок под углом в левую сторону, третий приобретал привилегию носить перо в горизонтальном положении, а четвёртый опахалом вниз. Аналогичный знак уважения имелся у народа Оджибве: воин, снявший скальп с врага, награждался двумя перьями на голову, а захвативший в плен — пятью.
Перья идут на изготовление национальных головных уборов, вееров и турнюров. Особую ценность представляют перья молодого беркута — светлые с тёмной полоской по краю Когти хищников нередко используются как амулеты либо служат аксессуаром во время танцевальных номеров пау-вау. Из костей крыла изготавливают церемониальные свистки, а в древности врачеватели высасывали болезнь из организма с помощью трубчатых костей. В племени Пауни беркут и белоголовый орлан символизируют плодовитость, поскольку строят гнёзда высоко над землёй и отчаянно защищают потомство. Индейцы Квакиутл разбрасывали пух птиц, приветствуя дорогих гостей.. Некоторые племена, в частности Кроу и Шошоны, прикрепляли чучело беркута над входом в жилище, считая его «хозяином всех воздушных существ» и «хранителем, защищающим человека от злых духов». Индейцы полагали, что орёл, часто употребляемый с эпитетом буревестник, ближе других приближается к солнцу и является посланником, передававшим сообщения между духами и человеком.

### В западной культуре

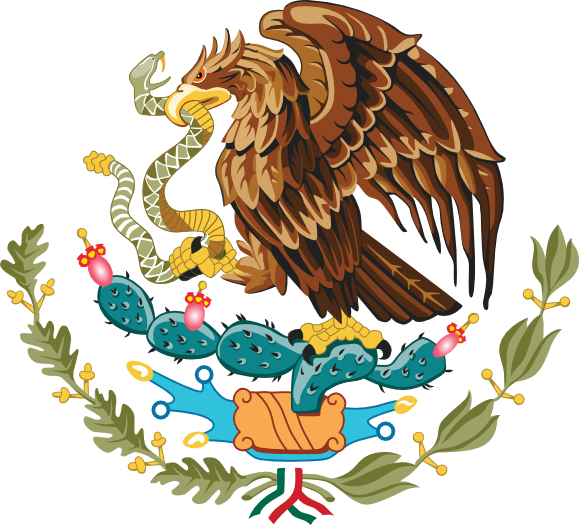
Герб Мексики — беркут, пожирающий змею

В большинстве старых европейских языков беркут не имеет своего особого названия. Чаще всего крупных хищных птиц с характерным орлиным обликом называли одним словом — аквила (aquilla) в Риме, аэтос (ἀετός) в Греции, орлом на Руси и т. д. Однако беркут, как наиболее крупный из орлов, безусловно привлекал к себе внимание человека. Образ этой птицы часто использовался в древности, например, во Второзаконии — пятой книге Торы и Ветхого завета — забота Господа о Иакове сравнивается с заботой орла о потомстве: «как орел вызывает гнездо своё, носится над птенцами своими, распростирает крылья свои, берет их и носит их на перьях своих, так Господь один водил его, и не было с Ним чужого бога» (Втор. 32:11—12). В мифах Древней Греции орёл ассоциировался с Зевсом — верховный бог посылал его выклевать печень Прометею и сам превращался в птицу, чтобы похитить прекрасного троянского юношу Ганимеда. Штандарт в виде орла был впервые использован персами в 401 году до н. э. в битве при Кунаксе, однако наиболее широко стал применяться римскими легионерами.

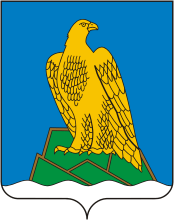
Герб Белорецкого района Башкортостана

В Средние века изображение орла начало появляться на многочисленных фамильных, а затем и государственных гербах. Эта традиция сохранилась до настоящего времени. В геральдике орёл символизирует силу, мужество, дальновидность и бессмертие. Среди современных государств изображение конкретно беркута имеется только на гербе и флаге Мексики. Этот же орёл официально считается национальной птицей этой страны. Орёл, сидящий на кактусе-опунции и пожирающий змею, появился на государственных символах благодаря преданию ацтеков, согласно которому была основана их столица Теночтитлан. Легенда гласила, что бог солнца Уицилопочтли приказал индейцам поселиться в том месте, где им встретится орёл, сидящий на высоком кактусе и удерживающий в клюве змею, что и было сделано. В 1960 году испанский орнитолог Рафаэль Мартин дель Кампо (исп. Rafael Martín del Campo) идентифицировал изображённую птицу как обыкновенную каракару, широко распространённую в Мексике, однако тем не менее на официальном уровне орёл именуется águila real (буквально «королевский орёл» — испанское название беркута).

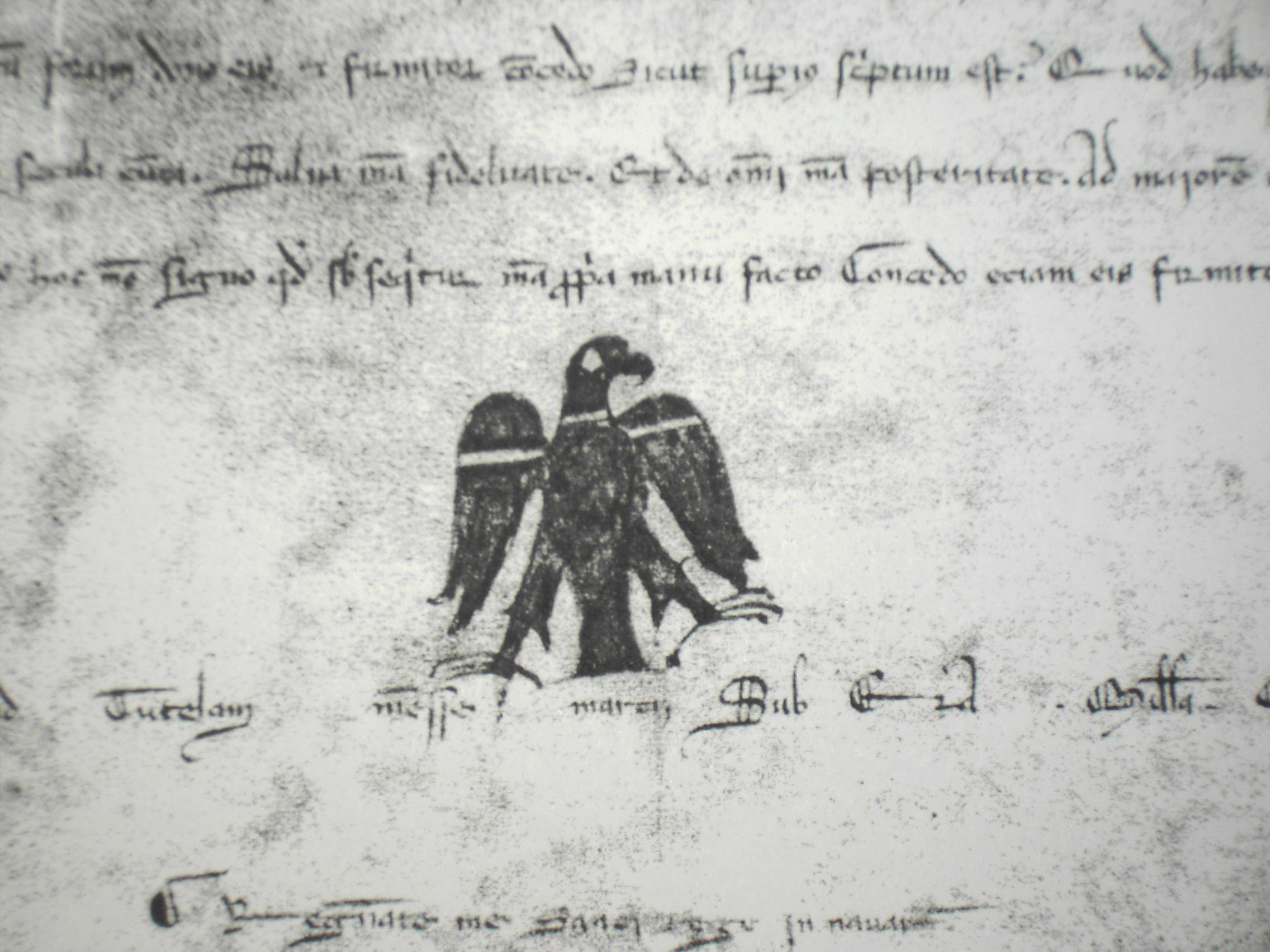
Arrano Beltza (Чёрный Орёл), геральдический символ наваррских королей из династии Хименес

Ещё одно примечательное изображение золотого орла имеется на флаге Казахстана. Хотя в описании к флагу название беркут не упоминается, в пояснении к государственным символам подчёркивается, что беркут «занимает особое место в миропонимании кочевников», а «его изображение в гербах и флагах народов и этнических групп, населявших Казахстан, имеет давнюю традицию». Из российский регионов золотой беркут присутствует на гербе и флаге Белорецкого района Башкортостана и на флаге города Дальнереченска Приморского края. Из казахстанских регионов пара беркутов изображены на гербе города Костанай.

### Современное использование названия
- Советский космонавт, дважды Герой Советского Союза Павел Попович имел позывной «Беркут»[88].
- Под тем же названием в СССР был разработан космический скафандр. В скафандре этого типа 18 марта 1965 года Алексей Леонов первым вышел в открытый космос[89].
- Официальное название «Беркут» до событий февраля 2014 года имели подразделения милиции особого назначения при областных УМВД Украины, после этого времени название сохранилось за крымским подразделением, перешедшим под юрисдикцию России после аннексии Крыма[90].
- Под названием «Беркут» известен экспериментальный российский истребитель Су-47.
- «Беркут» — первоначальное название зенитной системы С-25.
- Бывший вокалист группы «Ария» Артур Михеев взял себе псевдоним Беркут.
- Клуб высшего дивизиона чемпионата Колумбии по футболу из города Перейра с 2014 года называется «Агилас Дорадас», что в переводе с испанского означает «Золотые орлы», то есть «Беркуты».